# Gustaf Göthe (motorcykelförare)
Gustaf Georg Göthe, född 21 december 1889 i Maria Magdalena församling, Stockholm, död 4 maj 1930 i Djursholm, var en svensk motorcykelförare och ingenjör. Han var under 1920-talet en av Sveriges mest segerrika tävlingsförare.
Göthe, till yrket ingenjör, körde redan 1913 sin första tävling och tillhörde pionjärerna inom svensk motorcykelsport. Han anställdes 1918 hos Husqvarna Vapenfabriks AB, där han 1920 blev chef för motorcykeltillverkningen, och vann sina flesta segrar på detta märke. Åren 1922, 1923, 1927 och 1928 deltog han framgångsrikt som medlem av de svenska lagen i Internationella sexdagarstävlingen. Bland hans övriga framgångar, förutom flera segrar i backtävlingar, kan främst nämnas: seger i Novemberkåsans soloklass 1919 och sidvagnsklass 1924, prickfri i soloklass 1922 samt prickfria körningar i Majtävlingens soloklass 1916, 1920, 1921, 1922, 1927 och 1928 och Midvintertävlingen 1917. Göthe gjorde sig även uppskattad som motorskribent, bland annat i Svensk Motorsport och som motorredaktör i Idrottsbladet 1928–1930.  Han avled till följd av de skador han ådrog sig vid en motorcykelolycka.